# شلل رخو
الشلل الرخو (بالإنجليزية: flaccid paralysis)‏ هو مرض يتميز بالضعف، أو الشلل، وخفض قوة العضلات دون سبب آخر واضح (على سبيل المثال، الصدمة). قد تكون هذه الحالة بسبب مرض، أو صدمة أثرت على الأعصاب المرتبطة بالعضلات المعنية. على سبيل المثال، إذا قُطعت الأعصاب الجسدية إلى العضلات الهيكلية؛ فإن هذه العضلات سوف تصاب بالشلل الرخو. عندما تصاب العضلات بهذه الحالة؛ فإنها تصبح رخوة ولا يمكنها الانقباض. يمكن أن تصبح هذه الحالة قاتلة إذا أصيبت عضلات الجهاز التنفسي، مما يؤدي الي الاختناق.

## الأسباب

### فيروس شلل الأطفال وفيروسات أخرى
غالبا ما يستخدم مصطلح الشلل الرخو الحاد لوصف بداية مفاجئة، كما يحدث في حالة شلل الأطفال.
الشلل الحاد الرخو هو أكثر علامات شلل الأطفال شيوعا، وتستخدم للمراقبة والبحث أثناء تفشي مرض شلل الأطفال. يرتبط أيضا الشلل الحاد الرخو مع عدد من العوامل المسببة للأمراض الأخرى بما في ذلك الفيروسات المعوية، والفيروسات الإيكولوجية، وفيروس غرب النيل، والفيروسات الغدانية، وغيرها.

### التسمم السجقي
تسبب بكتيريا كلوستريديوم البوتولينوم التسمم.
تدخل هذه البكتيريا جسم الكائن الحي عن طريق الهضم أو تتخلل الجروح الملوثة بها؛ ومن ثم تسبب الشلل.
يحدث الشلل لأن البكتيريا تفرزالبوتوكس الذي يتم امتصاصه، فيمنع إفراز الأستيل كولين عند الموصل العصبي العضلي.
تصاحب هذه الحالة أعراض أخرى مثل الرؤية المزدوجة، و عدم وضوح الرؤية، وتدلي الجفون، وضغط الكلام، وصعوبة في البلع، وجفاف الفم، وضعف العضلات.
يمكن أن تسبب هذه العدوي الموت إذا وصلت للجهاز التنفسي.

### الكورار
يأتي سم الكورار من نباتات نمت في الغابات المطيرة في أمريكا الجنوبية. استخدمه شعب أمريكا الجنوبية في صناعة السم عن طريق سحق وطهي جذوره وأعناقه ومن ثم مزجها مع سموم من نباتات وحيوانات أخرى، ثم وضعوا هذا الخليط على مقدمة أسهمهم، استخدموه أيضا لعلاج حالات الجنون، الاستسقاء، والتورم، والحمى، وحصوات الكلى، والكدمات.
يعمل الكورار كحاجز يمنع الإتصال العصبي العضلي ومن ثم ينتج الشلل الرخو؛ فهو يدخل مجرى الدم اولا ثم يصل الي الوصلة العصبية العضلية ويتحد مع مستقبلات الأستيل كولين على العضلة فيمنع ارتباط الأستيل كولين بمستقبلاته فيتراكم الأستيل كولين في الوصلة العصبية العضلية دون أن يعمل على تحفيز انقباض العضلة. يمكن أن يسبب هذا السم الاختناق والموت إذا وصل إلي عضلات الجهاز التتنفسي.

### أخرى
يمكن أن يرتبط الشلل الرخو مع الآفة العصبية الحركية السفلي. هذا على النقيض من آفة الخلايا العصبية الحركية العليا، والتي غالبا ما تسبب تشنج العضلات، والتي أيضا قد تظهر في بداية الإصابة في صورة ارتخاء وتسمي بمرحلة الصدمة لكن سرعان ما يتحول الارتخاء إلي تشنج.
وتشمل قائمة الشلل الرخو الحاد أيضا: شلل الأطفال ،والتهاب النخاع المستعرض، ومتلازمة غيلان-باريه، وشلل الدماغ الفيروسي ، والتهاب الأعصاب الصادم، ومتلازمة راي، وما إلى ذلك.
ويجري تنفيذ برنامج لزيادة استكشاف حالات شلل الأطفال. ويشمل ذلك جمع عينتين من البراز في غضون 14 يوما من بداية الشلل وتحديد الفيروس، ومكافحة انتشار المرض، ودعم مناعة في تلك المنطقة.
تشير السجلات التاريخية من الخمسينيات، وأيضا التقارير الحديثة، والتحاليل الأخيرة في الهند إلى أن الشلل الرخو قد يكون بسبب التطعيم ضد شلل الأطفال الفموي.
يمكن أيضا أن يحدث الشلل الرخو الكامل بواسطة الثعابين السامة التي تحتوي على السم العصبي مثل كريتس، مامبا، والكوبرا.

## مزيد من القراءة
- "Progress towards poliomyelitis eradication, Nepal, 1996-1999". Relevé Épidémiologique Hebdomadaire / Section D'hygiène Du Secrétariat De La Société Des Nations = Weekly Epidemiological Record / Health Section of the Secretariat of the League of Nations. ج. 74 ع. 42: 349–53. أكتوبر 1999. PMID:10895300.
- "Acute flaccid paralysis syndrome associated with West Nile virus infection--Mississippi and Louisiana, July-August 2002". MMWR. Morbidity and Mortality Weekly Report. Centers for Disease Control and Prevention (CDC). ج. 51 ع. 37: 825–8. سبتمبر 2002. PMID:12353741.{{استشهاد بدورية محكمة}}:  صيانة الاستشهاد: آخرون (link)
- Sejvar JJ، Leis AA، Stokic DS، Van Gerpen JA، Marfin AA، Webb R، Haddad MB، Tierney BC، Slavinski SA، Polk JL، Dostrow V، Winkelmann M، Petersen LR (يوليو 2003). "Acute flaccid paralysis and West Nile virus infection". Emerging Infectious Diseases. ج. 9 ع. 7: 788–93. DOI:10.3201/eid0907.030129. PMC:3023428. PMID:12890318.
- Saeed M، Zaidi SZ، Naeem A، Masroor M، Sharif S، Shaukat S، Angez M، Khan A (2007). "Epidemiology and clinical findings associated with enteroviral acute flaccid paralysis in Pakistan". BMC Infectious Diseases. ج. 7: 6. DOI:10.1186/1471-2334-7-6. PMC:1804272. PMID:17300736.{{استشهاد بدورية محكمة}}:  صيانة الاستشهاد: دوي مجاني غير معلم (link)